# Арутюнова, Нина Давидовна
Ни́на Дави́довна Арутю́нова (30 апреля 1923, Москва — 17 февраля 2018, там же) — советский и российский лингвист, доктор филологических наук (1976), член-корреспондент АН СССР (с 15 декабря 1990 года) по Отделению литературы и языка (языкознание), член-корреспондент РАН (с 1991 года). Лауреат Государственной премии Российской Федерации в составе коллектива авторов «Лингвистического энциклопедического словаря» (1995).

## Биография
Окончила филологический факультет МГУ (1945), ученица академика В. Ф. Шишмарёва, профессоров А. И. Смирницкого и Д. Е. Михальчи. В 1946—1949 годах преподавала английский язык на Курсах иностранных языков № 2, а в 1949—1954 годах — испанский язык в МГИМО. 13 января 1954 года защитила кандидатскую диссертацию «Сложные имена существительные и способы их образования в современном испанском языке».
С 1954 работала в секторе романского языкознания, а с 1962 года — в секторе общего (теоретического) языкознания Института языкознания РАН; с 1990 года — главный научный сотрудник. 2 октября 1975 года защитила докторскую диссертацию «Предложение и его смысл (логико-семантические проблемы)».
Скончалась Н. Д. Арутюнова 17 февраля 2018 года в Москве. Похоронена на 4-м участке Армянского кладбища (филиал Ваганьковского) Москвы.

## Научная деятельность
Специалист в области романских языков (главным образом испанского) и общей теории языка. Автор фундаментальных исследований синтаксиса, логики и теории коммуникации. В книге «Язык и мир человека» (1998) исследователь рассмотрела не только логические основания синтаксиса, но и свойства языка вообще, особенности национальных черт русского языка, в частности текстов Ф. М. Достоевского.
В круг научных интересов Н. Д. Арутюновой также входили: структура испанского языка; проблемы теории диалога; логико-семантические концепции; стилистика и семиотика, структура текста; философский и концептуальный анализ языка; изучение культурных концептов.
Работы Н. Д. Арутюновой способствовали возникновению нового направления в теоретической лингвистике, известного под названием «логический анализ языка». С 1986 года руководила деятельностью одноимённой проблемной группы. По результатам работы ежемесячных семинаров и ежегодных конференций проблемной группы в 1988—2015 годах регулярно издавались сборники, составляемые и редактируемые Н. Д. Арутюновой (29 выпусков).

## Основные работы
- Очерки по словообразованию в современном испанском языке. — М.: Изд-во АН СССР, 1961;
- Трудности перевода с испанского языка на русский. — М., 1965;
- Предложение и его смысл: логико-семантические проблемы. — М.: Наука, 1976.
  - Арутюнова Н. Д. Предложение и его смысл: логико-семантические проблемы. — 3-е изд., стер. — М.: Едиториал УРСС, 2003. — 383 с.
- Сокровенная связка: (К проблеме предикативного отношения) // Известия АН СССР. Сер. литературы и языка. 1980. № 4;
- Русское предложение. Бытийный тип (структура и значение). — М., 1983 (в соавт. с Е. Н. Ширяевым).
- Типы языковых значений: оценка, событие, факт. — М.: Наука, 1988 (2-е изд., 1990).
- Язык и мир человека. — М.: Языки русской культуры, 1998. — 896 с. (2-е изд., 1999).
- Проблемы морфологии и словообразования: на материале испанского языка. — М.: Языки славянских культур, 2007. — 288 с.

### Труды под редакцией Н. Д. Арутюновой
- Инвариантные синтаксические значения и структура предложения. Доклады на конференции по теоретическим проблемам синтаксиса / под ред. Н. Д. Арутюновой. — М.: Наука, 1969. — 180 с.
- Морфологическая структура слова в индоевропейских языках / под ред. В. М. Жирмунского и Н. Д. Арутюновой. — М.: Наука, 1970. — 388 с.
- Аспекты семантических исследований / под ред. Н. Д. Арутюновой и А. А. Уфимцевой. — М.: Наука, 1980. — 357 с.
- Новое в зарубежной лингвистике. Вып. 13. Логика и лингвистика, под ред. Н. Д. Арутюновой. — М.: Радуга, 1982. — 432 с.
- Новое в зарубежной лингвистике. Вып. 16. Лингвистическая прагматика / под ред. Н. Д. Арутюновой и Е. В. Падучевой. — М.: Прогресс, 1986. — 502 с.
- Пропозициональные предикаты в лингвистическом и логическом аспекте. Тезисы докладов конференции / под ред. Н. Д. Арутюновой. — М.: ИЯ АН СССР, 1987. — 139 с.
- Логический анализ языка: Прагматика и проблемы интенсиональности / под ред. Н. Д. Арутюновой. — М.: ИЯ АН СССР, 1988. — 302 с.
- Логический анализ языка: Референция и проблемы текстообразования / под ред. Н. Д. Арутюновой. — М.: Наука, 1988. — 233 с.
- Логический анализ языка: Знание и мнение / под ред. Н. Д. Арутюновой. — М.: Наука, 1988. — 127 с.
- Логический анализ языка: Проблемы интенсиональных и прагматических контекстов / под ред. Н. Д. Арутюновой. — М.: Наука, 1989. — 288 с.
- Концептуальный анализ: методы, результаты, перспективы. Тезисы докладов конференции / под ред. Н. Д. Арутюновой. — М.: ИЯ АН СССР, 1990. — 93 с.
- Логический анализ языка: Тождество и подобие, сравнение и идентификация / под ред. Н. Д. Арутюновой. — М.: АН СССР. Институт языкознания, 1990. — 226 с.
- Теория метафоры / под ред. Н. Д. Арутюновой и М. А. Журинской. — М.: Прогресс, 1990. — 257 с.
- Логический анализ языка: Культурные концепты / под ред. Н. Д. Арутюновой. — М.: Наука, 1991. — 204 с.
- Действие: лингвистические и логические модели. Тезисы докладов / под ред. Н. Д. Арутюновой. — М.: ИЯ АН СССР, 1991. — 149 с.
- Логический анализ языка: Модели действия / под ред. Н. Д. Арутюновой и Н. К. Рябцевой. — М.: Наука, 1992. — 166 с.
- Логический анализ языка: Ментальные действия / под ред. Н. Д. Арутюновой и Н. К. Рябцевой. — М.: Наука, 1993. — 176 с.
- Логический анализ языка: Язык речевых действий / под ред. Н. Д. Арутюновой и Н. К. Рябцевой. — М.: Наука, 1994. — 188 с.
- Понятие судьбы в контексте разных культур / сост. Т. Б. Князевская, под ред. Н. Д. Арутюновой. М, 1994. — 318 с.
- Логический анализ языка. Истина и истинность в культуре и языке / под ред. Н. Д. Арутюновой. — М.: Наука, 1995. — 202 с.
- Логический анализ языка. Язык и время / под ред. Н. Д. Арутюновой и Т. Е. Янко. — М.: Индрик, 1997. — 351 с.
- Логический анализ языка. Образ человека в культуре и языке / под ред. Н. Д. Арутюновой и И. Б. Левонтиной. — М.: Индрик, 1999. — 424 с.
- Логический анализ языка. Языки динамического мира / под ред. Н. Д. Арутюновой и И. Б. Шатуновского. Дубна: Международный университет природы, общества и человека, 1999. — 520 с.
- Логический анализ языка. Языки пространств / под ред. Н. Д. Арутюновой и И. Б. Левонтиной. — М.: Языки русской культуры, 2000. — 448 с.
- Логический анализ языка. Языки этики / под ред. Н. Д. Арутюновой, Т. Е. Янко и Н. К. Рябцевой. — М.: Языки русской культуры, 2000. — 444 с.
- Язык о языке / под ред. Н. Д. Арутюновой. — М.: Языки русской культуры, 2000. — 624 с.
- Логический анализ языка. Семантика начала и конца / под ред. Н. Д. Арутюновой, Т. Е. Янко и Н. Ф. Спиридоновой. — М.: Индрик, 2002. — 648 с.
- Логический анализ языка. Космос и хаос: концептуальные поля порядка и беспорядка / под ред. Н. Д. Арутюновой. — М.: Индрик, 2003. — 637 с.
- Логический анализ языка. Избранное / под ред. Н. Д. Арутюновой. — М.: Индрик, 2003. — 637 с.

Ответственный редактор индивидуальных монографий
- Никитина С. Е. Тезаурус по теоретической и прикладной лингвистике (Автоматическая обработка текста). — М.: Наука, 1978. — 375 с.
- Ломтев Т. П. Структура предложения в современном русском языке. — М.: Изд-во МГУ, 1979. — 199 с.